# Ingund
Ingund, född cirka 567, död 584, var en västgotisk prinsessa, gift med prins Hermenegild. Hon var politiskt aktiv och stödde sin makens uppror 580.